# Гожулы
Гожулы (укр. Гожули) — село,
Гожуловский сельский совет,
Полтавский район,
Полтавская область,
Украина.
Код КОАТУУ — 5324080701. Население составляет 3951 человек.
Является административным центром Гожуловского сельского совета, в который, кроме того, входят сёла
Андреевка,
Зоревка и
Биологическое.

## Географическое положение
Село Гожулы примыкает к городу Полтава и селу Шостаки.
По селу протекает пересыхающий ручей с запрудами.
Рядом проходит железная дорога, станция Платформа 311 км.

## Экономика
- Гожульская биофабрика.
- ООО «Сад».

## Объекты социальной сферы
- Гожульский УВК.
- Дом культуры.

## Известные люди
- Демьян Гожул — полковник Полтавского полка (1661—1665 гг., 1672—1674 гг.) и полковой судья Полтавского района (1671—1672 гг., 1678—1680 гг.), основатель рода, от названия которого происходит название села Гожулы [2].
- Козырь Михаил Иванович (4 ноября 1924 г. — 5 февраля 2011 г.) — ученый-правовед, участник  Великой Отечественной войны ( 1941—1945 гг.), награждён многими боевыми орденами и медалями, Заслуженный деятель науки РСФСР, доктор юридических наук, профессор, заведующий сектором правовых проблем сельского хозяйства ИГиП АН СССР, главный научный сотрудник Института государства и права Российской академии наук, вице-президент Международного аграрного Союза, научный руководитель журнала «Аграрное и земельное право» (Россия г. Москва)[3].